# Tourismus in Äthiopien
Der Tourismus in Äthiopien profitiert davon, dass das Land zu den ältesten Zivilisationen der Welt gehört und die vergangenen Dynastien des Aksumitischen Reiches sowie des Kaiserreichs Abessinien zahlreiche Bauwerke hinterlassen haben. Zudem hat Äthiopien aufgrund seiner Höhenlage, der klimatischen Bedingungen und der daraus resultierenden Entwicklung der Flora und Fauna eine auf dem afrikanischen Kontinent besondere Naturwelt anzubieten, deren Nutzung jedoch nur im Sinne des Ökotourismus sinnvoll wäre.
Der Tourismus macht innerhalb der Wirtschaft Äthiopiens 5,5 % des gesamten Bruttoinlandsproduktes aus und hat sich um 2 % gegenüber dem Vorjahr vergrößert. Die Regierung beweist ihr Bekenntnis und ihren Willen, die Tourismusindustrie durch eine Reihe von Initiativen zu entwickeln. Der Tourismus ist eine befähigte Komponente der Strategiearbeit, die Armut in Äthiopien zu reduzieren und die wirtschaftliche Entwicklung anzukurbeln.

## Äthiopien als Reisedestination
Touristische Destinationen in Äthiopien schließen Äthiopiens Kollektion von Nationalparks (insbesondere der Simien-Nationalpark) und zahlreiche historische Stätten mit ein (speziell die in Aksum und Lalibela).
Florierend in den 1960er Jahren, sank die Bedeutung des Tourismus für die Wirtschaft Äthiopiens unter dem Derg-Regime in den späten 1970er und 1980er Jahren stark ab. Eine kleine Erholung begann in den 1990er Jahren, allerdings wird das Wachstum aufgrund der Dürreperioden, der politischen Instabilität und des Fehlens von probaten Hotels und sonstiger Infrastruktur gehemmt – trotz des Booms im Bau von kleineren und mittelständischen Restaurants und Hotels. Die politischen Ereignisse im Umfeld der Wahl vom Mai 2005 und die Strukturschwäche des Landes stellen insbesondere für den Tourismussektor ein Problem dar. Daran konnte auch die international erreichte Aufmerksamkeit durch die Rückkehr des Aksum-Obelisken aus Rom und eines Großkonzerts zu Bob Marleys 60. Geburtstag im selben Jahr nichts ändern.

## Touristische Infrastruktur

### Übernachtungen
Reisen hat in Äthiopien eine lange Tradition, daher gibt es überall im Land, egal wie klein der Ort ist, sogenannte Hotels. Deren Standard ist, besonders in abgelegenen Gebieten, gewöhnungsbedürftig. Durch die Konferenzen der in Addis Abeba ansässigen Organisationen der Afrikanischen Union und der United Nations Commission for Africa sind die großen Hotels der Hauptstadt regelmäßig ausgebucht. Deswegen folgte im Januar 2005 der Entschluss, zwei neue Hotels für insgesamt 17 Millionen US-Dollar durch ein kuwaitisch-französisches Konsortium errichten zu lassen. In Nordäthiopien gibt es die Historische Route. Dort gibt es in jeder Stadt ein Hotel der staatlichen Hotelkette, die „westlichen“ Standards gerecht wird.

### Mobilität
Alle Städte werden von der Ethiopian Airlines angeflogen.

### Reiseveranstalter vor Ort
Der größte Reiseveranstalter vor Ort ist das äthiopische Ministerium für Kultur und Tourismus, welches eine großangelegte Organisation für eine Veranstaltung anlässlich des äthiopischen Milleniums im Jahre 2007 vorzuzeigen hatte.
Ein positiver Aspekt ist, dass die Popularität des Ökotourismus steigt, in dem auch ein signifikantes Potenzial für das Wachstum in Äthiopien steckt. In der Tourismusbranche wird ein hohes Wachstum erwartet, da es im Jahre 2006 bereits um 7 % und im Jahre 2007 um 5 % wuchs. Die Verkäufe werden vor allem vom expandierenden Interesse an Pauschalangeboten für den Ökotourismus – einschließlich Abenteuerreisen, Trekking und Walking Safaris – gesteigert, welche einen Großteil der Einnahmen der Reiseveranstalter ausmachen.

## Sehenswürdigkeiten
Sehenswürdigkeiten sind unter anderem Bahir Dar am Tanasee, (Blauer) Nil-Fall, Gondar/Gonder (barocke Schlossanlage), Simien-Nationalpark, Axum (Kathedrale, Stelenfelder), Lalibela (Felsenkirchen), Awash-Nationalpark (mit Awash-Wasserfall), Langano-See, Dire Dawa (französisches Flair).

### Kultur
- Kirchen in Lalibela
- Palast in Gonder
- Sehens- und erlebenswert ist auch Harar (90 Moscheen, Rimbaud-Haus, Weltkulturerbe).
- Klöster am Tanasee

### Natur

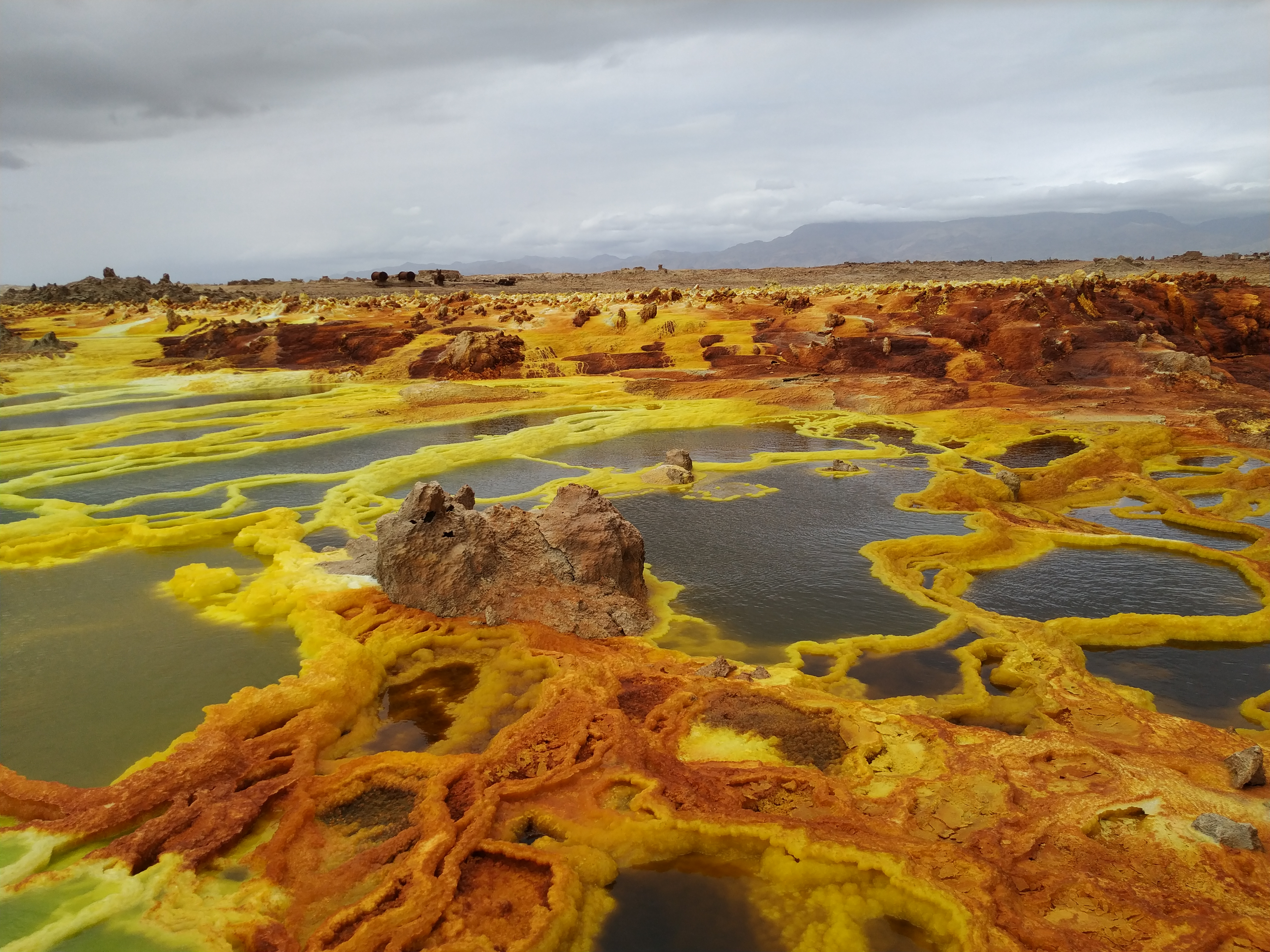
Dallol

- die Danakil-Wüste (von Rüdiger Nehberg in den 1970er Jahren zu Fuß durchquert[4])

- Simien-Nationalpark
- Bale-Mountains-Nationalpark
- Tanasee